# Alain Serpaggi

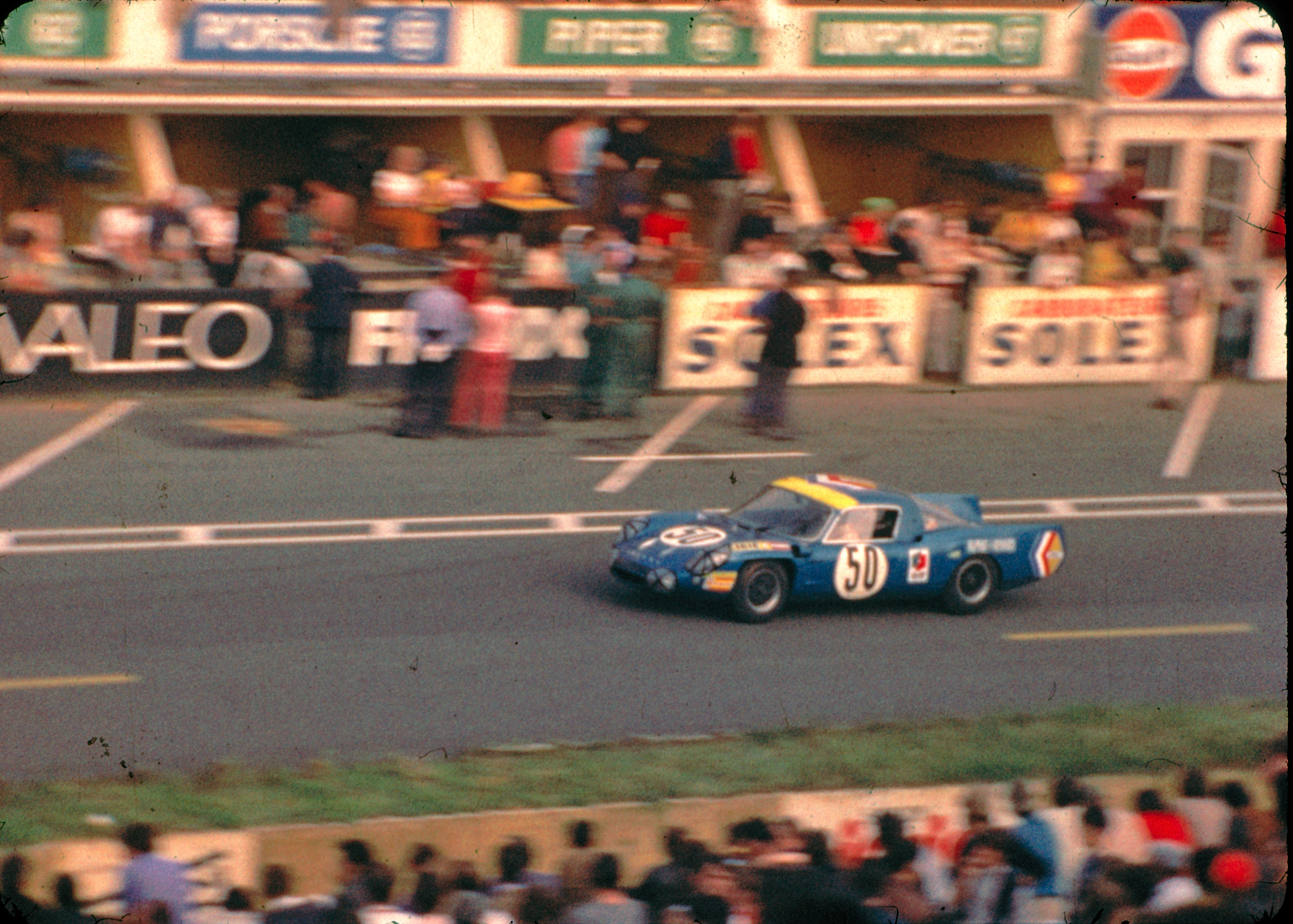
Der von Alain Serpaggi beim 24-Stunden-Rennen von Le Mans 1969 gefahrene Alpine A210

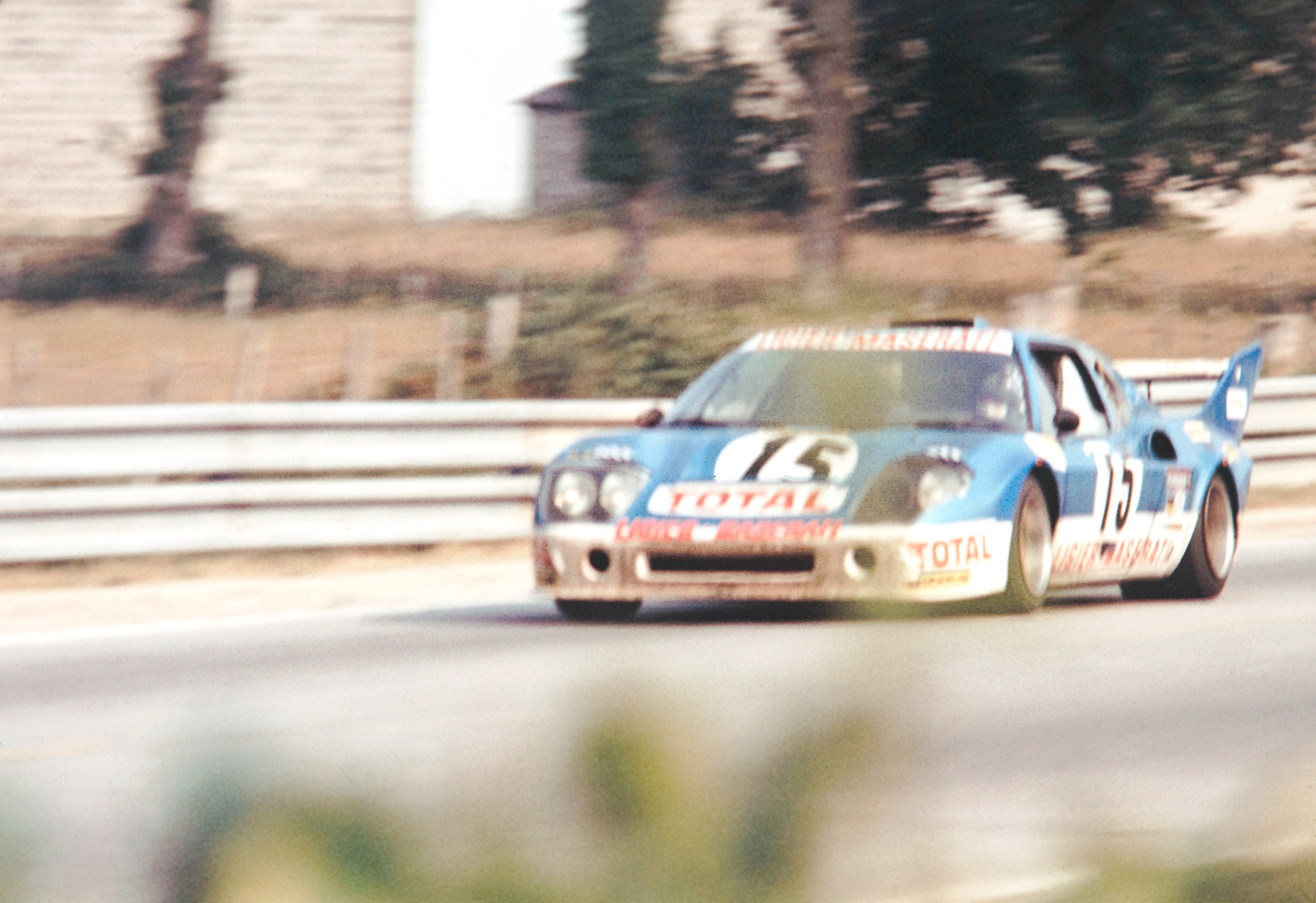
Auf diesem Ligier JS2 erreichte Alain Serpaggi gemeinsam mit Jacques Laffite 1974 den achten Rang beim 24-Stunden-Rennen von Le Mans

Alain Serpaggi (* 19. September 1938 in Antananarivo) ist ein ehemaliger französischer Autorennfahrer.

## Karriere als Rennfahrer
Alain Serpaggi kam in Madagaskar zur Welt und wuchs in Frankreich auf. Er begann seine Karriere in den 1960er-Jahren und zählte zu jenen Piloten dieser Epoche, die Monoposto-, Sportwagenrennen und Rallyes parallel bestritten. Erste Erfolge gelangen ihm 1966 auf einem Triumph Spitfire, mit dem er Gesamtsechster beim Coupes de Vitesse (Sieger Robert Buchet im Porsche 906) in Montlhéry wurde. 1968 gab er sein Debüt beim 24-Stunden-Rennen von Le Mans, wo er gemeinsam mit Alain LeGuellec einen Alpine A210 an die neunte Stelle der Gesamtwertung fuhr. Fünfmal ging Serpaggi beim 24-Stunden-Rennen in Westfrankreich an den Start. 1969 war er Mitglied der Werksmannschaft von Alpine und sicherte dem Team aus Dieppe einen Klassensieg. Die beste Platzierung im Endklassement erreichte er 1974 als Achter mit Jacques Laffite im Ligier JS2. Seinen letzten Einsatz hatte er 1989, als er nach 15 Jahren Absenz für das Team von Louis Descartes ein Comeback gab.
Sein größter Erfolg im Sportwagensport war der Gesamtsieg in der 2-Liter-Sportwagen-Europameisterschaft 1974, den er auf einem Alpine A441 vor den Markenkollegen Gérard Larrousse und Jean-Pierre Jabouille einfuhr. Serpaggi beteiligte sich 1971 an der ersten Saison der französischen Formel-Renault-Meisterschaft, die aus der Formula France entstanden war. Hinter Michel Leclère wurde er Meisterschaftszweiter. Weniger Erfolg hatte er bei seinen Einsätzen in der britischen und italienischen Formel-3-Meisterschaft.
In den 1980er-Jahren war Alain Serpaggi vor allem als Rallyefahrer aktiv. 1985 wurde er nach sieben Saisonsiegen auf einem Renault 5 Turbo französischer Rallyemeister in der Division 2.

## Statistik

### Le-Mans-Ergebnisse
| Jahr | Team                           | Fahrzeug          | Teamkollege      | Teamkollege     | Platzierung             | Ausfallgrund   |
| ---- | ------------------------------ | ----------------- | ---------------- | --------------- | ----------------------- | -------------- |
| 1968 | Ecurie Savin-Calberson         | Alpine A210       | Alain LeGuellec  |                 | Rang 9                  |                |
| 1969 | Société des Automobiles Alpine | Alpine A210       | Christian Ethuin |                 | Rang 12 und Klassensieg |                |
| 1973 | Automobiles Charles Pozzi      | Ferrari 365 GTB/4 | José Dolhem      |                 | Rang 9                  |                |
| 1974 | Automobiles Ligier             | Ligier JS2        | Jacques Laffite  |                 | Rang 8                  |                |
| 1989 | Automobiles Louis Descartes    | ALD C289          | Yves Hervalet    | Louis Descartes | Ausfall                 | Leck im Kühler |

### Einzelergebnisse in der Sportwagen-Weltmeisterschaft
| Saison | Team             | Rennwagen         | 1   | 2   | 3   | 4   | 5   | 6   | 7   | 8   | 9   | 10  |
| ------ | ---------------- | ----------------- | --- | --- | --- | --- | --- | --- | --- | --- | --- | --- |
| 1968   | Ecurie Calberson | Alpine A210       | DAY | SEB | BRH | MON | TAR | NÜR | SPA | WAT | ZEL | LEM |
| 1968   | Ecurie Calberson | Alpine A210       |     |     |     |     |     |     | 9   |     |     |     |
| 1969   | Alpine           | Alpine A210       | DAY | SEB | BRH | MON | TAR | SPA | NÜR | LEM | WAT | ZEL |
| 1969   | Alpine           | Alpine A210       |     |     |     |     | 12  |     |     |     |     |     |
| 1973   | Charles Pozzi    | Ferrari 365 GTB/4 | DAY | VAL | DIJ | MON | SPA | TAR | NÜR | LEM | ZEL | WAT |
| 1973   | Charles Pozzi    | Ferrari 365 GTB/4 |     |     |     |     | 9   |     |     |     |     |     |
| 1974   | Ligier           | Ligier JS2        | MON | SPA | NÜR | IMO | LEM | ZEL | WAT | LEC | BRH | KYA |
| 1974   | Ligier           | Ligier JS2        | 8   |     |     |     | 8   | DNF |     |     |     |     |
| 1989   | Louis Descartes  | ALC C289          | SUZ | DIJ | JAR | BRH | NÜR | DON | SPA | MEX |     |     |
| 1989   | Louis Descartes  | ALC C289          |     | DNF |     | DNF | DNF | DNF | 17  |     |     |     |